# Östra Grevie kyrka
Östra Grevie kyrka är en kyrkobyggnad i Östra Grevie. Den tillhör Vellinge-Månstorps församling, tidigare Östra Grevie församling, i Lunds stift.

## Kyrkobyggnaden
Tidigare kyrka på platsen uppfördes på 1100-talet i romansk stil och bestod av långhus med ett smalare kor och en rund absid. Ingångar fanns i både norr och söder. Omkring 1300-talet fick kyrkorummet valv och ett vapenhus byggdes framför södra ingången. År 1760 byggdes kyrkan ut åt norr.
En bit norr om den gamla kyrkan uppfördes nuvarande kyrka åren 1896-1897 efter ritningar av arkitekt Salomon Sörensen. Kyrkan är byggd i rött maskinslaget tegel i nygotisk stil och består av ett långhus med torn i öster och ett tresidigt korparti i väster. Taket hade från början mönsterlagt skiffer i rött och grått, som år 1971 byttes ut mot kopparplåt. 
Ytterligare några östtornskyrkor finns i Skåne. De är Hyby kyrka från år 1877, Häglinge kyrka från år 1877, Näsums kyrka från år 1871 samt Tyringe kyrka från år 1925.

## Inventarier
- Ett nattvardskärl i silver är från 1500-talet.
- Altartavlan är en triptyk utförd 1970 av Einar Forseth. Motivet är Jesus med en sädeskärve i Östra Grevies omgivningar. Vid ena sidan finns ett äldre lantbrukarpar och vid andra sidan barn och de tittar mot Jesus i mitten.
- En dopfunt från 1700-talet är utformad som en träskulptur föreställande Johannes Döparen som bär ett dopfat i händerna. Ännu en dopfunt av grågrönt målat trä från 1897 består av en åttakantig cuppa på ett smalare skaft och en åttasidig fot.
- Av kyrkklockorna är den större gjuten av malm år 1896 av Beckman & Co i Stockholm och den mindre gjuten 1762 av Andreas Wetterholtz i Malmö.[1]

### Orgel
Den nuvarande orgeln byggdes 1898 av Salomon Molander & Co, Göteborg och är mekanisk.
| Manual          | Pedal   | Koppel     |
| Borduna 16' B/D | Bihängd | Man 4'/Man |
| Principal 8´    |         |            |
| Rörflöjt 8'     |         |            |
| Salicional 8'   |         |            |
| Oktava 4'       |         |            |
| Blockflöjt 4'   |         |            |
| Oktava 2'       |         |            |

## Omgivning
- Kyrkogården har utvidgats ett antal gånger. År 1852 eldhärjades några gathus mellan kyrkan och bygatan i öster och därefter utvidgades kyrkogården åt öster. År 1895 utvidgades kyrkogården åt väster i samband med byggandet av nuvarande kyrka som är betydligt större än tidigare kyrka. En ytterligare utvidgning åt väster genomfördes och blev invigd år 1935.
- Väster om kyrkan finns ett bårhus och en ekonomibyggnad som är ritade av Eiler Græbe år 1954. Husen ligger mellan den äldre kyrkogården och den utvidgade kyrkogården från 1935. Husen har vitputsade väggar och sadeltak med tegelpannor.
- Nära kyrkan ligger en före detta småskola från 1870-talet i rött tegel som numera är församlingshem.

## Bildgalleri

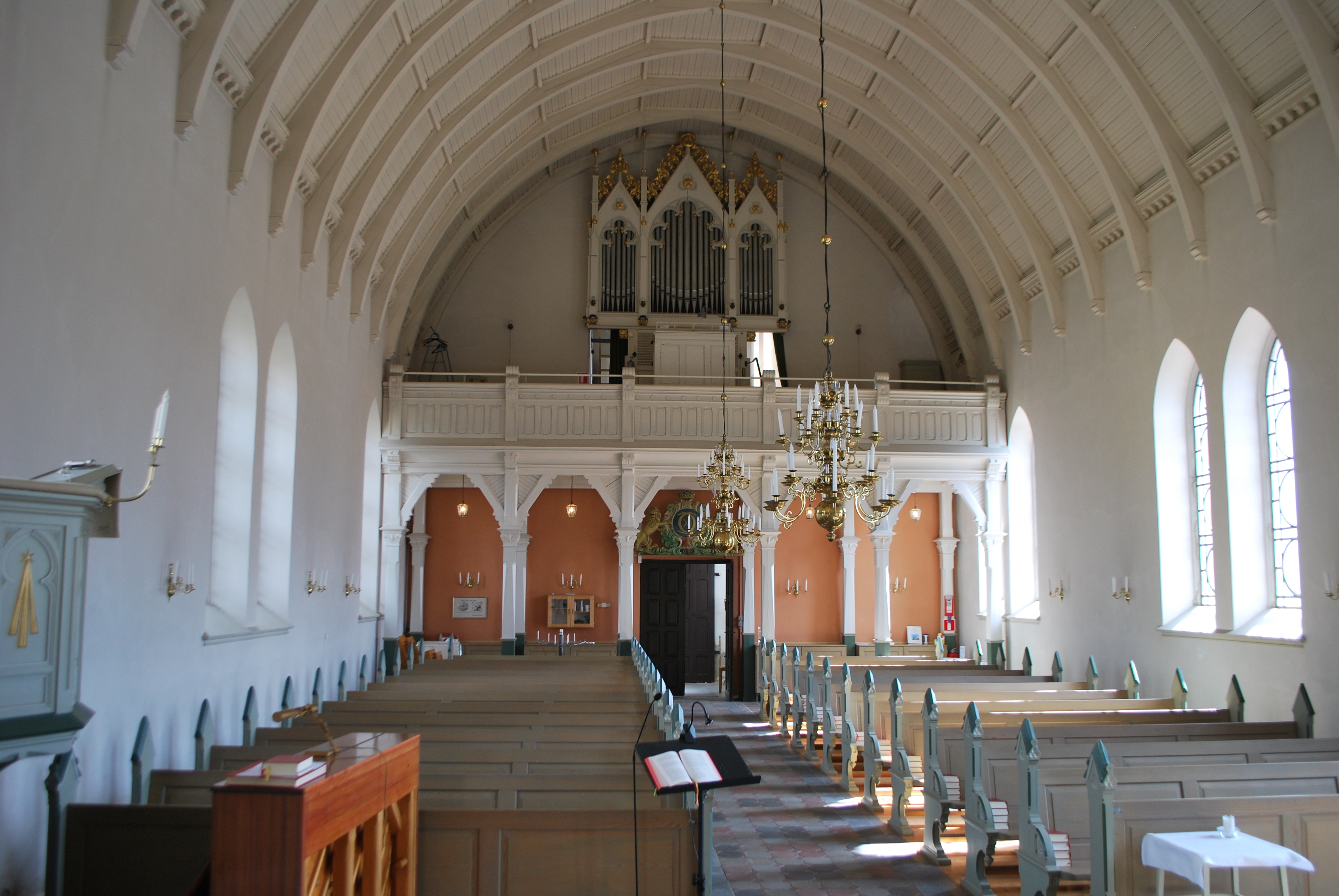
Kyrkorum mot ingång i öster
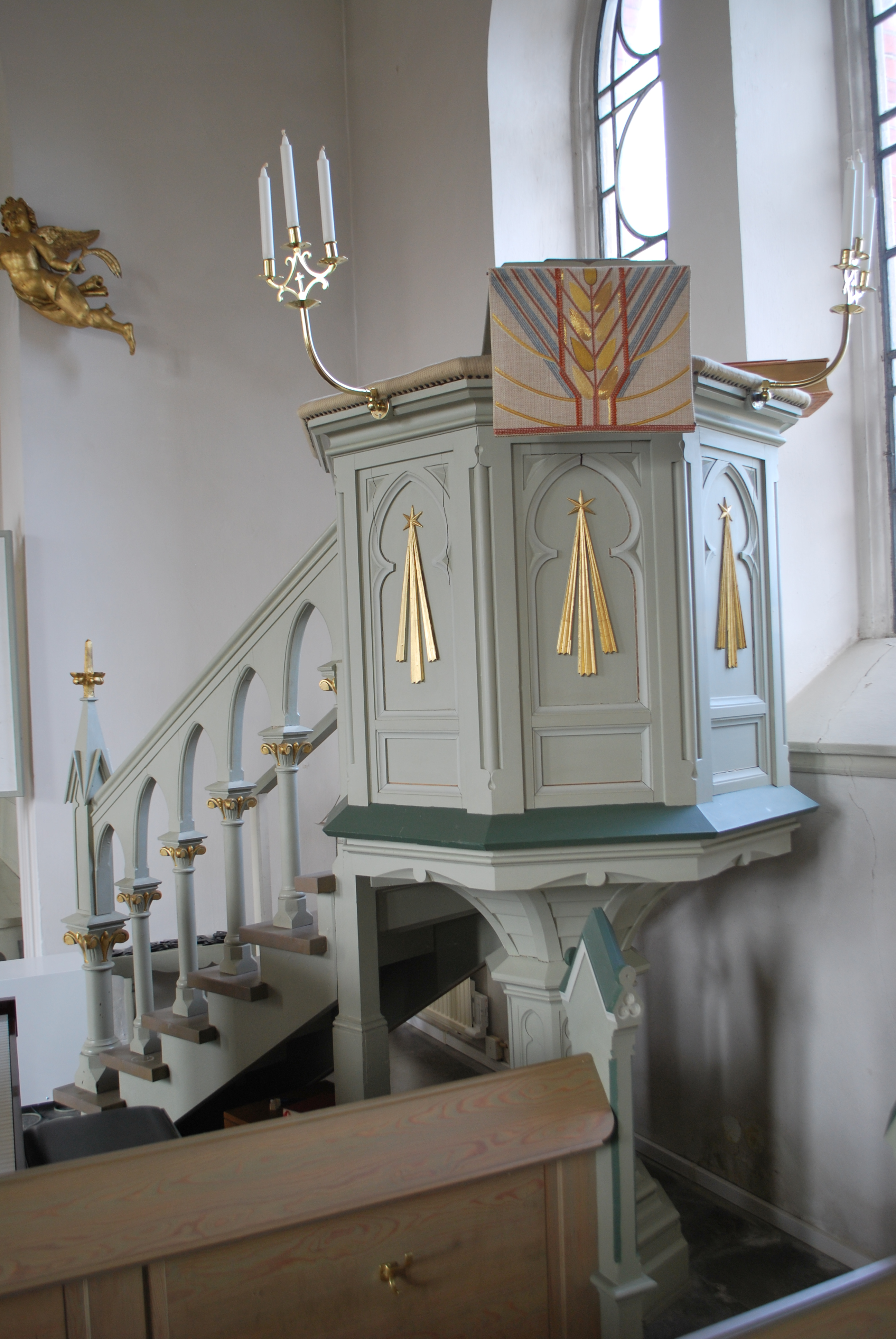
Predikstol
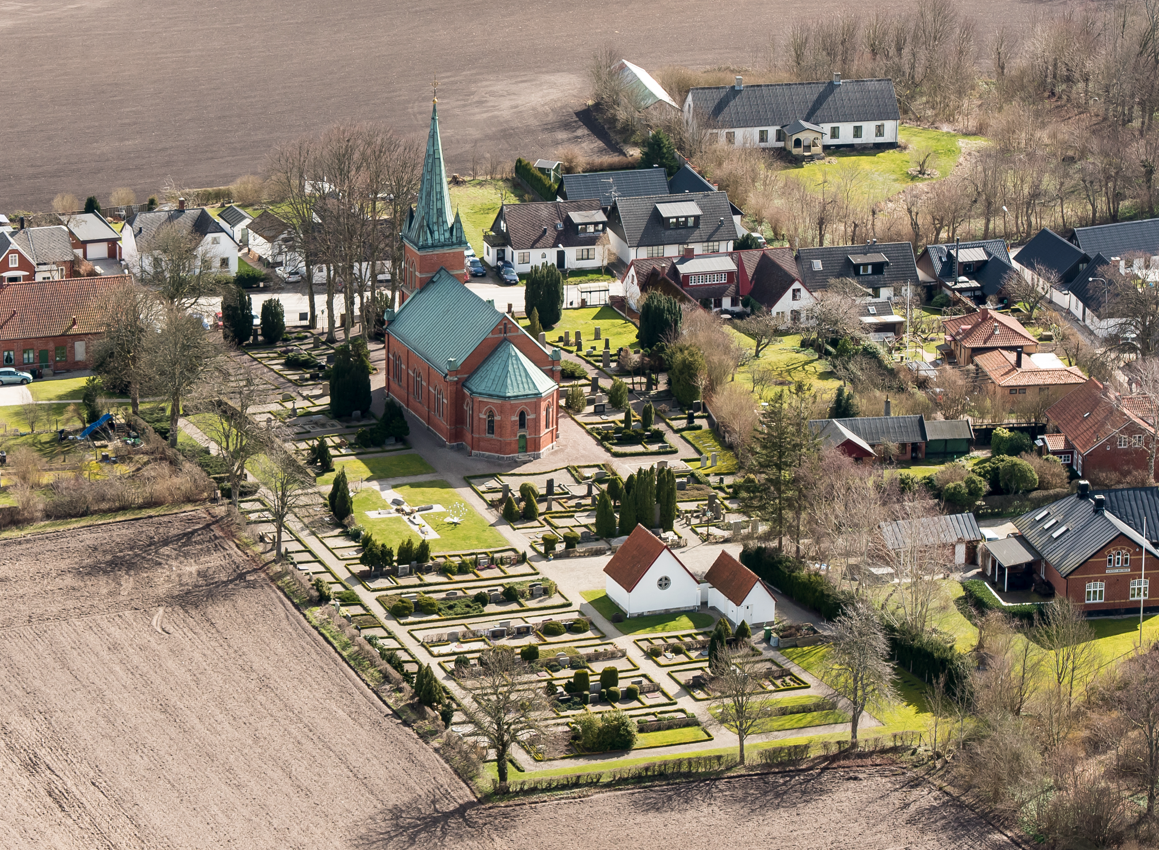
Kyrkan med omgivande by
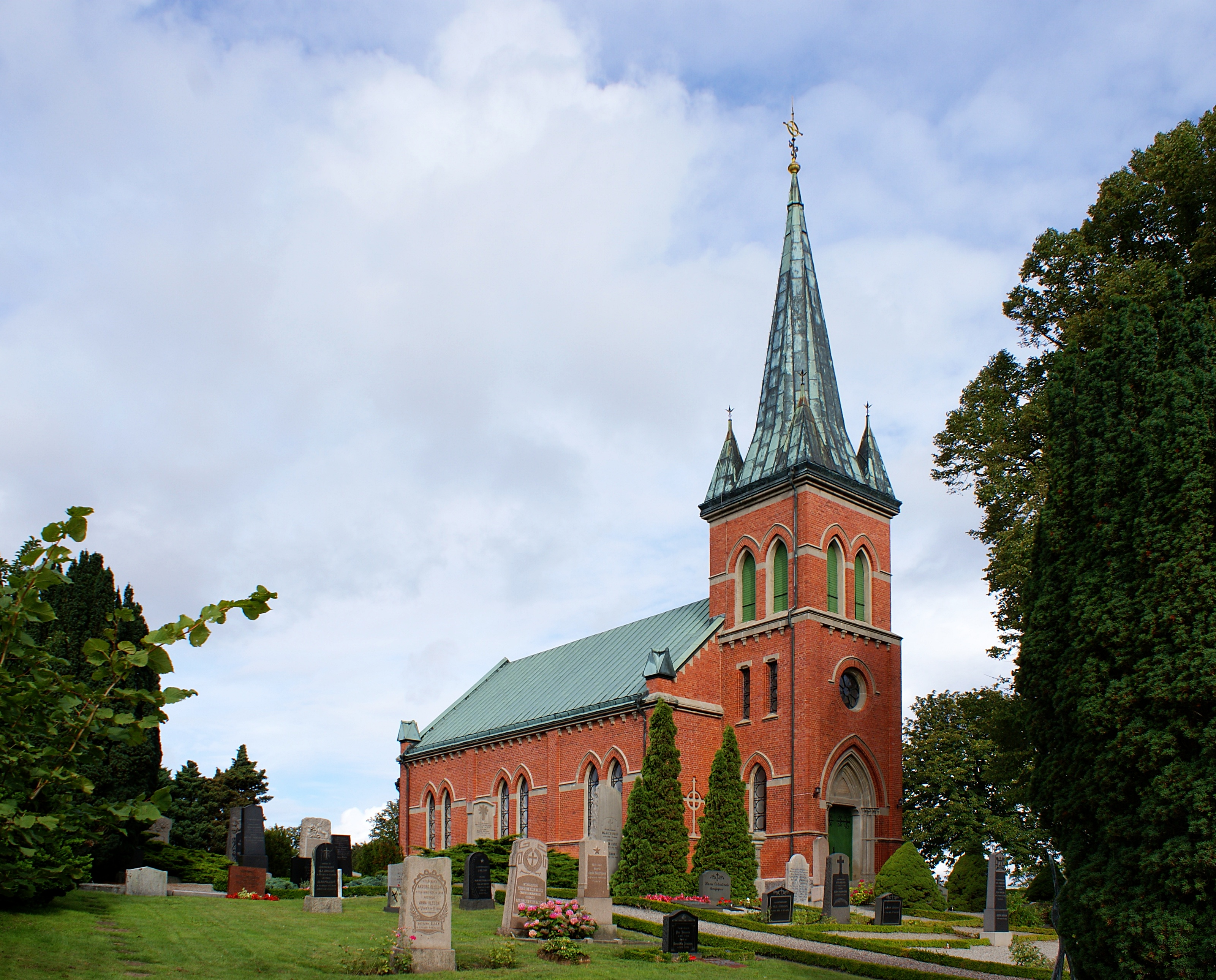
Kyrkan från sydost
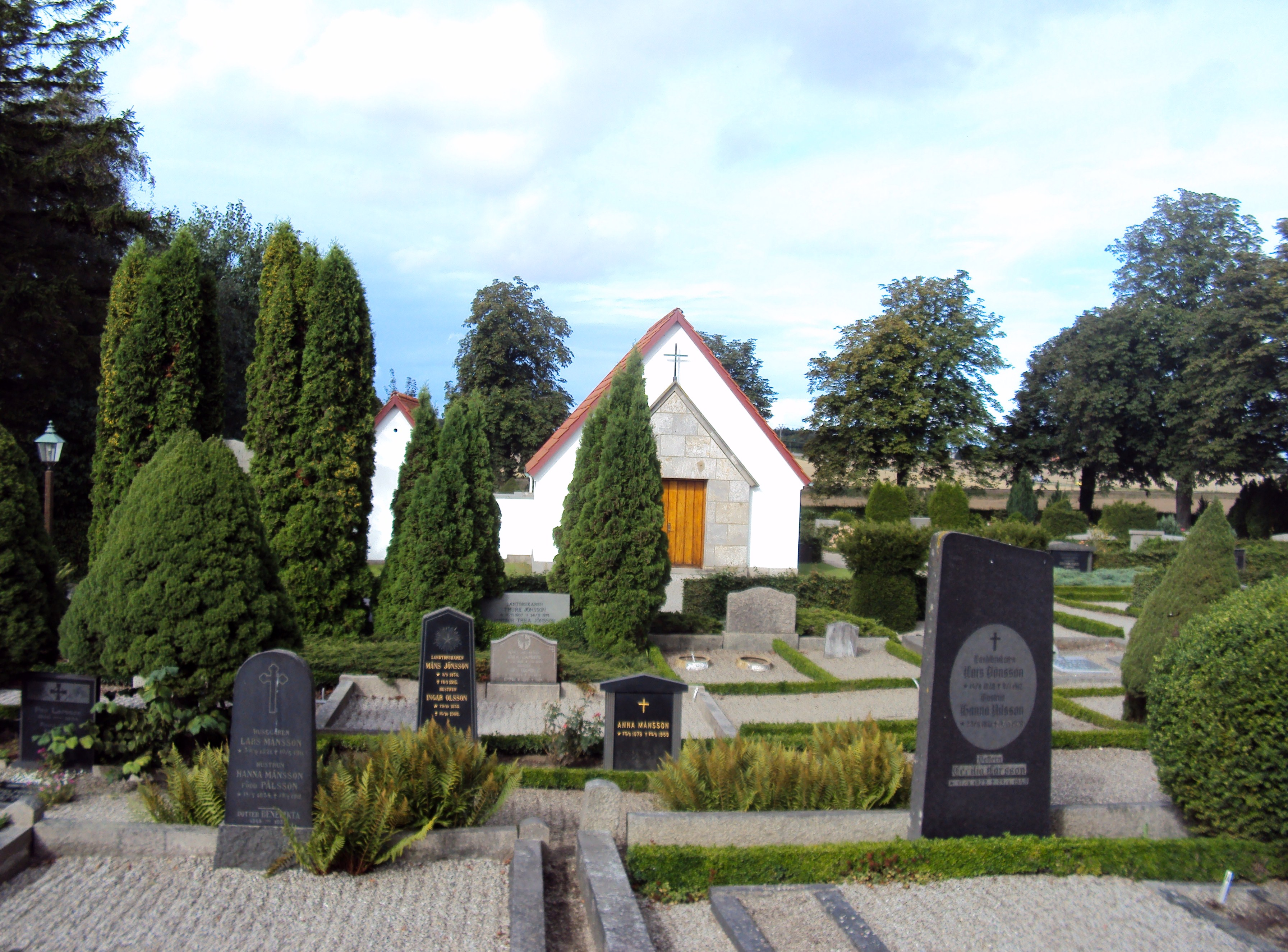
Kyrkogård med bårhus
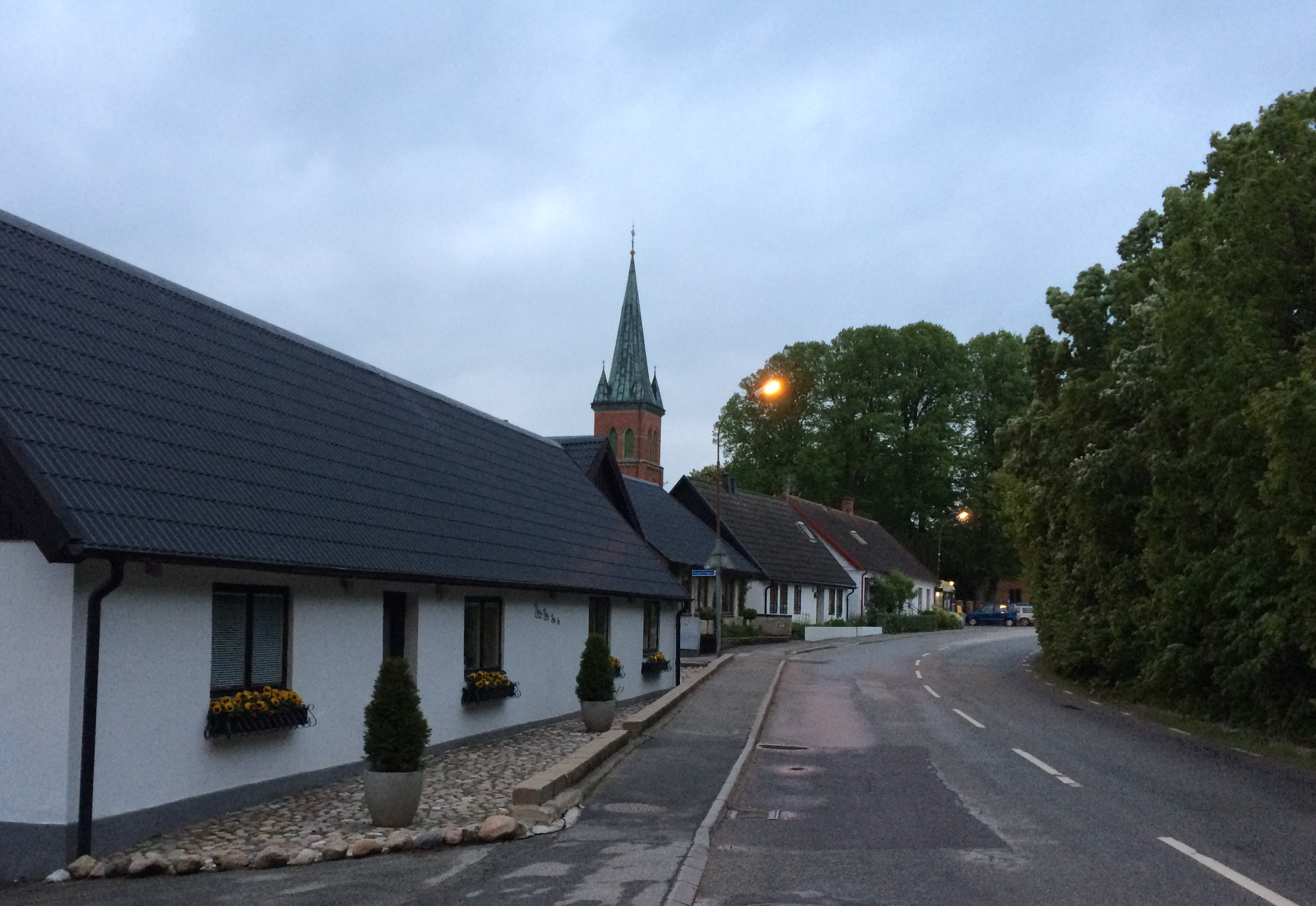
Gamla landsvägen